# Judith Wright

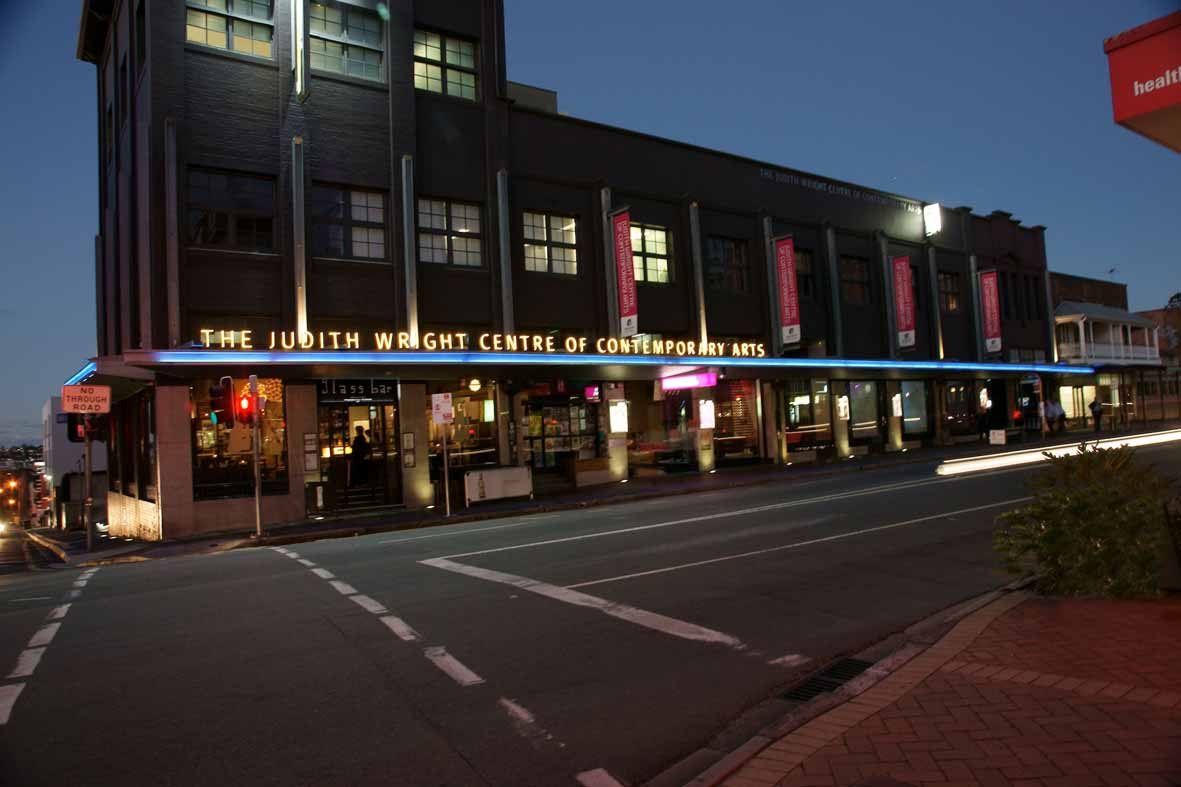
El Judith Wright Arts Center a Fortitude Valley, Austràlia

Judith Wright   (Armidale, 31 de maig de 1915 - Canberra, 26 de juny de 2000) va ser una poeta, ecologista i activista australiana pels drets de la terra dels aborígens. Va rebre el premi Christopher Brennan.

## Biografia
Judith Wright va néixer a Armidale, Nova Gal·les del Sud. Filla gran de Phillip Wright i la seva primera dona, Ethel, va passar la major part dels seus anys de formació a Brisbane i Sydney. Wright era d'ascendència còrnica. Després de la mort prematura de la seva mare, va viure amb la seva tia i va ser internada a l'escola de nenes de Nova Anglaterra després del casament del seu pare el 1929. Després de graduar-se, Wright va estudiar Filosofia, Anglès, Psicologia i Història a la Universitat de Sydney. Al començament de la Segona Guerra Mundial, va tornar al ranxo del seu pare per ajudar-lo durant la manca de mà d'obra provocada per la guerra.
El primer llibre de poesia de Wright, The Moving Image, es va publicar el 1946 mentre treballava a la Universitat de Queensland com a investigadora. Aleshores, també havia treballat amb Clem Christesen a la revista literària Meanjin, la primera edició de la qual es va publicar a finals de 1947. El 1950 es va traslladar a Mount Tamborine, Queensland, amb el novel·lista i filòsof abstracte Jack McKinney. La seva filla Meredith va néixer el mateix any. Es van casar el 1962, però Jack va viure només fins al 1966.
El 1966, va publicar la seva primera col·lecció de contes, The Nature of Lovea, amb Sun Press, Melbourne. Ambientats principalment a Queensland, entre els contes hi ha 'The Ant-lion', 'The Vineyard Woman', 'Eighty Acres', 'The Dugong', 'The Weeping Fig' i 'The Nature of Love', tots publicats per primera vegada a The Bulletin. Wright va ser nominada al Premi Nobel de Literatura de 1967.
Amb David Fleay, Kathleen McArthur i Brian Clouston, Wright va ser membre fundadora i, de 1964 a 1976, presidenta de la Wildlife Preservation Society de Queensland. El 1991, va ser la segona australiana a rebre la medalla d'or de la reina per a la poesia, el 1991.
Va participar en la Unió de Poetes.
Durant les últimes tres dècades de la seva vida, Wright va viure prop de la ciutat de Braidwood, a Nova Gal·les del Sud. Es va traslladar a la zona de Braidwood per estar més a prop d'HC "Nugget" Coombs, el seu amant de 25 anys, que vivia a Canberra.
Wright va començar a perdre l'oïda a mitjan dècada del 1920 i es va quedar completament sorda el 1992.

## Obres
Wright va ser autora de col·leccions de poesia, com La imatge en moviment, Woman to Man, The Gateway, The Two Fires, Birds, The Other Half, Magpies, Shadow and Hunting Snake. El seu treball destaca per un gran enfocament en l'entorn australià, que va començar a guanyar protagonisme en l'art australià els anys posteriors a la Segona Guerra Mundial. Tracta la relació entre els colons, els indígenes australians i el bosc, entre altres temes. L'estètica de Wright se centra en la relació entre la humanitat i el medi ambient, que considera com el catalitzador de la creació poètica.
Els poemes de Wright s'han traduït a diversos idiomes, inclosos l'italià, el japonès i el rus. Juntament amb Brendan Kennelly, és la poeta més destacada a The Green Book of Poetry, una gran antologia d'ecopoesia d'Ivo Mosley (Frontier Publishing 1993), que va ser publicada per Harper San Francisco el 1996 com a Earth Poems: Poems from Around the World to Honor the Earth (Poemes de la terra: Poemes procedents d'arreu del món per honorar la terra).
El 2003, la Biblioteca Nacional d'Austràlia va publicar una edició ampliada de la col·lecció de Wright titulada Birds (ocells). La majoria d'aquests poemes es van escriure a la dècada de 1950 quan vivia a la muntanya Tamborine al sud-est de Queensland. Meredith McKinney, la filla de Wright, escriu que van ser redactats en "un moment preciós i molt positiu de calidesa i generositat per contrarestar finalment el que sentia, en canvi, la freda manca i dificultat dels seus primers anys". McKinney continua dient que "molts d'aquests poemes tenen un to i un ritme relaxats, gairebé conversacionals, una facilitat sovint humorística i una intimitat de veu que segurament reflecteix les noves intimitats i alegries de la seva vida". Malgrat l'alegria reflectida en els poemes, però, també reconeixen "les experiències de crueltat, dolor i mort que són inseparables de la vida dels ocells com dels humans... i [convertir] una mirada trista en una mirada clara sobre el terrible mal que hem fet i continuem fent al nostre món, encara que l'estimem".

## Activisme
Wright era coneguda per la seva campanya de suport a la conservació de la Gran Barrera de Corall i l'illa Fraser. Amb alguns dels seus amics, va ajudar a fundar un dels primers moviments de conservació de la natura. També va ser una defensora apassionada del moviment del dret indígena a la terra. Tom Shapcott, revisant With Love and Fury, la seva col·lecció pòstuma de cartes seleccionades publicada el 2007, comenta que la seva carta sobre aquest tema al primer ministre australià John Howard va ser "gairebé brutal en el seu menyspreu". Poc abans de la seva mort, va assistir a una marxa a Canberra per la reconciliació entre australians no indígenes i els aborígens.

## Reconeixements
Va rebre diversos premis en vida, com el Premi Christopher Brennan el 1976, la Medalla d'or de la reina per a la poesia de 1991 o el Premi de poesia de la Comissió de Drets Humans i Igualtat d'Oportunitats per a poemes recollits del 1994.
Wright va morir a Canberra el 25 de juny de 2000, a 85 anys.
El juny de 2006, la Comissió Electoral Australiana (AEC) va anunciar que posaria el seu nom al nou electorat federal de Queensland, que s'havia de crear a les eleccions federals de 2007, en honor als seus èxits com a "poeta i en les àrees de les arts, conservació i afers indígenes a Queensland i Austràlia". No obstant això, el setembre de 2006 l'AEC va anunciar que hi posaria el nom de John Flynn, el fundador del Royal Flying Doctor Service, a causa de les crítiques dels qui creien que el nom Wright pogués estar relacionat amb l'antic diputat ALP de Queensland Keith Wright. Sota la redistribució de Queensland de 2009, es va crear un nou seient al sud-est de Queensland i se li va posar el nom de Wright; es va disputar per primera vegada el 2010.
El Judith Wright Arts Center a Fortitude Valley, Brisbane, porta el seu nom.
El 2 de gener de 2008, es va anunciar que un futur suburbi al districte de Molonglo Valley, Canberra, seria nomenat "Wright". També hi ha un carrer al suburbi de Franklin de Canberra que porta el seu nom. Un altre dels suburbis de la vall de Molonglo va rebre el nom de l'amant de Wright, "Nugget" Coombs.
El Judith Wright Award va ser atorgat com a part del ACT Poetry Award pel govern ACT entre 2005 i 2011, per un llibre de poemes publicat per un poeta australià.
El Premi Judith Wright de poesia per a poetes nous i emergents va ser establert el 2007 per la revista Overland.
El Judith Wright Calanthe Award s'ha atorgat com a part dels Queensland Premier's Literary Awards des del 2004.
El 2009, com a part de les celebracions de Q150, Judith Wright va ser nomenada com una de les icones del Q150 de Queensland entre les "Artistes influents".